# Brian Reitzell
Brian Reitzell, né le 24 décembre 1965, est un musicien, compositeur et producteur de musique américain.
Il est le plus connu pour ses contributions à plusieurs bandes originales de films et de jeux vidéo, ainsi que sa collaboration avec Air.

## Discographie
- Virgin Suicides (1999)
- CQ (2001)
- Lost in Translation (2003)
- Friday Night Lights (2004)
- Âge difficile obscur (2005)
- Beaurivage de David Grumel (2005)
- Marie-Antoinette (2006)
- L'Incroyable Destin de Harold Crick (2006)
- 30 jours de nuit (2007)
- Une arnaque presque parfaite (2008)
- Le Psy d'Hollywood (2009)
- Peacock (2010)
- Beginners (2010)
- Red Riding Hood (Le Chaperon rouge) (2011)
- Red Faction: Armageddon – Original Soundtrack (2011)
- The Bling Ring (2013)
- Hannibal (2013)
- Watch Dogs (2014)
- American Gods (2017)